# 阿卜杜勒拉赫曼·瓦埃勒
阿卜杜勒拉赫曼·瓦埃勒·亞伯（Abdelrahman Wael Abow，1995年9月7日—）是一名埃及男子跆拳道運動員。他曾經獲得2018年非洲跆拳道錦標賽男子68公斤級金牌及2019年非洲運動會跆拳道比賽男子68公斤級銀牌。

## 外部連結
- TaekwondoData.com （页面存档备份，存于）
- 阿卜杜勒拉赫曼·瓦埃勒的Facebook專頁